# Veli Pasza
Veli Pasza (ur. 1770 w Tepelenie, zm. 2 lutego 1822 w Janinie) – osmański pasza pochodzenia albańskiego, gubernator Sandżaka Trikali oraz Ejaletu Morei. Syn Alego Paszy z Tepeleny.